# S/2003 J 12
S/2003 J 12 – mały księżyc Jowisza, odkryty w 2003 roku przez zespół astronomów z Uniwersytetu Hawajskiego pod przewodnictwem Scotta Shepparda. Nie należy on do żadnej ze znanych grup nieregularnych księżyców planety.
Jest to (obok S/2003 J 9) najmniejszy księżyc odkryty w układzie Jowisza.